# Encyklopedia powszechna w dwu tomach Trzaski, Everta i Michalskiego
Encyklopedia powszechna w dwu tomach Trzaski, Everta i Michalskiego – dwutomowa, ilustrowana, polska encyklopedia ogólna, która wydana została w latach 1932–1933 w okresie II RP w Warszawie przez Księgarnię Wydawniczą Trzaska Evert Michalski  .

## Historia
Encyklopedia była drugą pod względem wydania encyklopedią opublikowaną przez Księgarnię wydawniczą TEiM. Opracowana została przez Stanisława Lama  .

## Opis
Encyklopedia liczyła w sumie 1240 stron oraz zawierała 526 ilustracji. Drukowana była w zeszytach, w układzie dwuszpaltowym. Zawierała wielobarwne i jednobarwne mapy, ryciny, tablice, kolorowe litografie, fotografie i ilustracje. W latach 1932-1933 dwukrotnie wydane zostały dwa tomy :
- T. 1 (A-M)[3] ,
- T. 2 (N-Ż), 650 stron, 47 tablic kolorowych i polityczna mapa świata i Polski[4] ,